# René Ressejac-Duparc
René Ressejac-Duparc (Paris, 28 de setembro de 1880 – Pornic, 19 de abril de 1941) foi um futebolista francês, medalhista olímpico.
Duparc competiu nos Jogos Olímpicos de Verão de 1900 em Paris. Ele ganhou a medalha de prata como membro do Club Français, que representou a França nos Jogos.